# Mladen Koščak
Mladen Koščak (Zagabria, 16 ottobre 1936 – Zagabria, 3 agosto 1997) è stato un calciatore jugoslavo, croato dal 1991, di ruolo difensore.

## Palmarès

### Club
- Campionato jugoslavo: 1

Dinamo Zagabria: 1958
- Kup Maršala Tita: 2

Dinamo Zagabria: 1960, 1963

### Nazionale
- Argento olimpico: 1

Melbourne 1956